# Berchtillon Von Ortenau-Breisgau
 (novembre 2009).
Si vous disposez d'ouvrages ou d'articles de référence ou si vous connaissez des sites web de qualité traitant du thème abordé ici, merci de compléter l'article en donnant les références utiles à sa vérifiabilité et en les liant à la section « Notes et références ».
Berchtillon, comte d'Ortenau, comte de Brisgau.
Berchtillon est l'ancêtre  des ducs de Bade. Il appartient à la première branche de la Maison ducale de Bade.
Fils de Lantolde de Habsbourg, comte d'Altenburg, comte d'Argau, de Vindonisse et de Luitgarde von Nellemburg.
Berchtillon épousa la comtesse Sonnenberg. De cette union est né un enfant :
- Berthold Ier